# 維斯沃克河
維斯沃克河是波蘭的河流，位於該國東南部，屬於桑河的支流，河道全長205公里，流域面積3,528平方公里，河畔城鎮有克羅斯諾、斯奇茹夫、博古赫瓦瓦和熱舒夫。
50°12′21″N 22°32′0″E / 50.20583°N 22.53333°E